# Athiasella coniuncta
Athiasella coniuncta är en spindeldjursart som beskrevs av Wolfgang Karg 1993. Athiasella coniuncta ingår i släktet Athiasella och familjen Ologamasidae. Inga underarter finns listade.